# Sławczo Czerwenkow
Sławczo Georgiew Czerwenkow (bg. Славчо Георгиев Червенков; ur. 18 września 1955) – bułgarski zapaśnik walczący w stylu wolnym. Srebrny medalista olimpijski z Moskwy 1980 w kategorii 100 kg.
Wicemistrz świata w 1982. Zdobył dwa srebrne medale na mistrzostwach Europy, w 1979 i 1980 roku.
- Turniej w Moskwie 1980

Pokonał z Antala Bodó z Węgier, Bourcarda Binelliego z Kamerunu, Ambroise Sarra z Senegalu i  Juliusa Strnisko z Czechosłowacji a przegrał z Illą Mate z ZSRR.